# Irene Minghini Cattaneo
Irene Menghini Cattaneo (Lugo, 12 aprile 1892 – Rimini, 24 marzo 1944) è stata un mezzosoprano italiano.

## Biografia
Dopo aver studiato a Milano, ha debuttato a Savona nel 1918 con Il trovatore, passando quindi allo Stadttheater di Zurigo, al Teatro Dal Verme di Milano, al Teatro Regio di Parma. Il tirocinio, lungo e disagevole, fu compiuto essenzialmente su palcoscenici di provincia, anche se nel 1924 era apparsa a Teatro Carlo Felice di Genova quale convincente Quickly del Falstaff e l'anno successivo all'Arena di Verona nella Gioconda), e si concluse nel dicembre 1926 allorché interpretò al Teatro Comunale di Bologna la parte di Ortruda nel Lohengrin, accanto a Giuseppina Cobelli e a Beniamino Gigli, sotto la direzione del maestro Antonio Guarnieri. La clamorosa affermazione le valse la riconferma nello stesso teatro, due mesi dopo, per Il trovatore e per Aida, opere entrambe eseguite nel 1927 al Regio di Torino e al Politeama Fiorentino; da qui passò alla Scala (esordio nel Trovatore - marzo 1928), quindi al Covent Garden di Londra (Aida e Boris Godunov), dove tornò anche nelle due stagioni successive cantandovi La Gioconda e Norma.
Voce vibrante e di grande intensità, dotata di una gamma di colori e di una estensione davvero fuori dal comune (nel 1930 interpretò al Fraschini di Pavia anche il ruolo di Gioconda e non della Cieca, come suo solito), apparve nei maggiori teatri italiani ed in Francia, Egitto, Spagna e Austria.
Ritiratasi dalle scene nel 1941, morì nel 1944 nella sua casa di Rimini sotto un bombardamento aereo.

## Repertorio
| Ruolo               | Titolo               | Autore      |
| ------------------- | -------------------- | ----------- |
| Adalgisa            | Norma                | Bellini     |
| Carmen              | Carmen               | Bizet       |
| Elena               | Mefistofele          | Boito       |
| L'Innocente         | L'Arlesiana          | Cilea       |
| Leonora di Guzman   | La favorita          | Donizetti   |
| Madelon             | Andrea Chénier       | Giordano    |
| Giglietta           | Isabeau              | Mascagni    |
| Marina              | Boris Godunov        | Musorgskij  |
| La Cieca Gioconda   | La Gioconda          | Ponchielli  |
| Dalila              | Sansone e Dalila     | Saint-Saëns |
| Maddalena           | Rigoletto            | Verdi       |
| Azucena             | Il trovatore         | Verdi       |
| Ulrica              | Un ballo in maschera | Verdi       |
| Preziosilla         | La forza del destino | Verdi       |
| Principessa d'Eboli | Don Carlo            | Verdi       |
| Amneris             | Aida                 | Verdi       |
| Mrs Quickly         | Falstaff             | Verdi       |
| Ortruda             | Lohengrin            | Wagner      |

## Discografia
- Giuseppe Verdi, Aida, con Aureliano Pertile, Guglielmo Masini, Dusolina Giannini, Luigi Manfrini - direttore Carlo Sabajno. L'opera è sta incisa in 78 giri (D 1595/1613 e AB 468/486 His Master's Voice, AW 23/41 La Voce del Padrone (Italia), ES 517/535 Electrola (Germany), 9488/9506 RCA Victor) e riversata in microsolco 33 giri da numerose etichette discografiche in tutto il mondo.
- Giuseppe Verdi, "Il Trovatore" con Aureliano Pertile, Maria Carena, Apollo Granforte, Bruno Carmassi, Giordano Callegari.- Direttore Carlo Sabajno. Maestro del Coro Vittore Veneziani La Voce del Padrone AW 224- 238. Anche questa incisa in 78 e riversata in numerose etichette dapprima in 78 giri, poi in Microsolco ed in CD.

Altre incisioni in 78 giri:
- MInghini Cattaneo e Aureliano Pertile (Tenore) Verdi - IL Trovatore Miserere. Odeon 123 899
- Minghini Cattaneo Irene *È l'amore uno strano augello (Carmen - Bizet) / S'apre per te il mio cor (Sansone e Dalila- Saint Saens) Disco Grammofono DB 1303
- Minghini Cattaneo Irene *Re dell'abisso / È lui è lui nei palpiti(Verdi - Un ballo in maschera) Disco Grammofono DB 1403
- Minghini Cattaneo Irene e Lionello Cecil *Laggiù nelle nebbie remote(Gioconda - Ponchielli) / L'amo come il fulgor con D De MArtis soprano (Gioconda - Ponchielli) Disco Grammofono DB 1432

- Minghini-Cattaneo e Lionello Cecil (tenore) - (Donizetti) La favorita «Pietoso al par d'un nume», 78 giri, riversato in micorsolco 33 giri Bongiovanni "Voci al Petruzzelli di Bari" GB 1040;
- Great Voices of the Century - Mezzo-Sopranos & Contraltos - Die größten Arien und Lieder - (4 CD-Box) - Alcuni rari dischi e incisioni riversate in digitale.